# Bagarmossen (Stockholms tunnelbana)
Bagarmossen ist eine unterirdische Station der Stockholmer U-Bahn. Sie befindet sich im gleichnamigen Stadtteil Bagarmossen. Die Station wird von der Gröna linjen des Stockholmer U-Bahn-Systems bedient. Die  Station gehört zu den eher mäßig frequentierten Stationen des U-Bahn-Netzes. An einem normalen Werktag nutzen 6.200 (Stand 2015) bzw. 6.600 (Stand 2018) Fahrgäste die Station zum Zustieg.
Die Station wurde am 17. April 1958 als oberirdische Station  in Betrieb genommen, als der Abschnitt der Gröna linjen zwischen Skärmarbrink und Hammarbyhöjden eingeweiht wurde. Bis zum 15. August 1994 war sie auch Endstation der Linie T17. Danach fuhren die Züge über den neuerbauten unterirdischen Abschnitt bis zur heutigen Endstation Skarpnäck. Dieser war auch der bisher letzte Abschnitt, welcher für die Tunnelbana neu erbaut wurde. Die Bahnsteige liegen ca. 19 Meter unter der Erde. Die Station liegt zwischen den Stationen Skarpnäck und Kärrtorp. Bis zum Stockholmer Hauptbahnhof sind es etwa 7,5 km.

## Reisezeit
| Linie | bis Station | Reisezeit | bis Station                    | Reisezeit            |
| T17   | Åkeshov     | 38 min    | Gamla stan Slussen T-Centralen | 13 min 14 min 18 min |
| T17   | Skarpnäck   | 2 min     | Gamla stan Slussen T-Centralen | 13 min 14 min 18 min |